# Vaiņode
Vaiņode è un comune della Lettonia appartenente alla regione storica della Curlandia di 2.932 abitanti (dati 2009).

## Località
Il comune è stato istituito nel 2009 ed è formato dalle seguenti località:
- Embūte
- Vaiņode